# Jesús Aranguren
Jesús Aranguren Merino, detto Txutxi (Portugalete, 26 dicembre 1944 – Barakaldo, 21 marzo 2011), è stato un calciatore e allenatore di calcio spagnolo, di ruolo difensore.
È scomparso nel 2011 all'età di 66 anni a seguito di un infarto.

## Carriera

### Giocatore
Cresce calcisticamente con l'Athletic Bilbao, società con cui esordisce nella Primera División spagnola il 18 novembre 1962 in Cordoba-Athletic 1-2. Trascorre tutta la carriera con i baschi, totalizzando in tredici stagioni ben 318 presenze, delle quali 247 in campionato.

### Allenatore
Comincia la sua carriera sedendosi sulla panchina del Logrones nella stagione 1987-1988, passando allo Sporting Gijón in quella successiva.
Dopo una pausa di quasi due anni in seguito all'esonero dalla società asturiana, nella seconda parte del campionato 1991-1992 subentra a Iñaki Sáez sulla panchina dell'Athletic Bilbao, che conduce alla salvezza.
Seguono tre anni di inattività, dopo i quali passa all'Alavés e, dopo due stagioni culminate con un esonero, subentra a stagione in corso sulla panchina del Levante.
La sua ultima esperienza è di nuovo all'Alavés nel 2002-2003.

## Palmarès

### Giocatore

#### Competizioni nazionali
- Coppa di Spagna: 2

Athletic Bilbao: 1969, 1972-1973

#### Competizioni internazionali
- Pequeña Copa del Mundo: 1

Athletic Club: 1967